# George Weston
George Weston Limited — канадская компания пищевой промышленности. В 2023 году заняла 499-е место в списке Forbes Global 2000.

## История

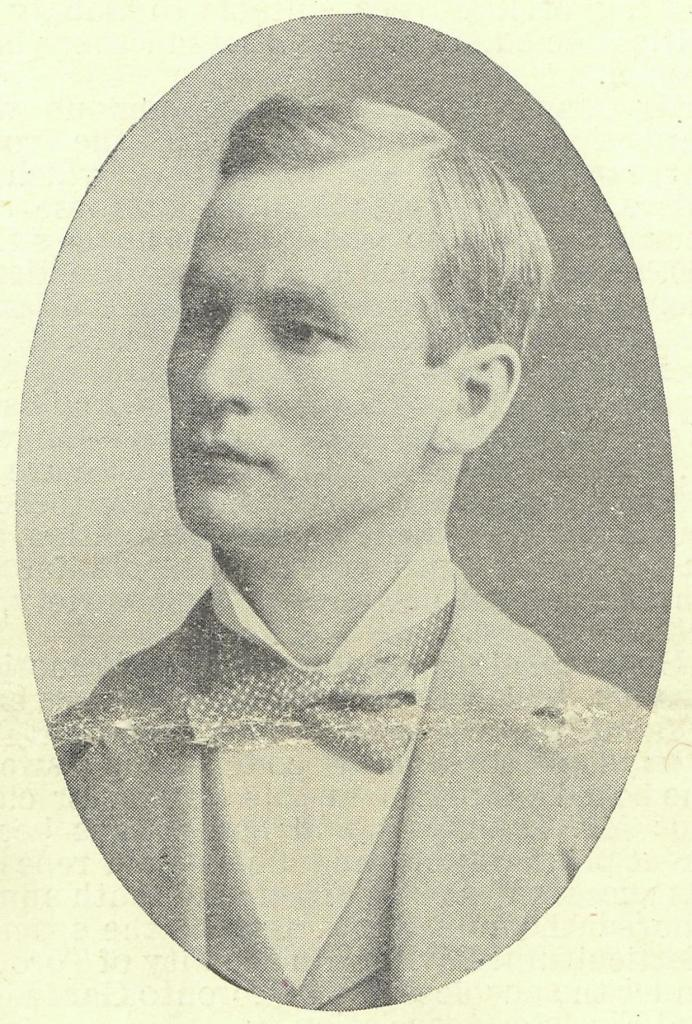
Основатель компании Джордж Уэстон

Джордж Уэстон начал хлебопекарный бизнес в 1882 году; первоначально он занимался развозкой хлеба, а в 1896 году открыл свою пекарню. Сын основателя компании Гарфилд Уэстон возглавил бизнес отца в 1924 году, а в 1928 году преобразовал George Weston из частного предприятия в публичную компанию. В 1930-х годах ассортимент продукции был расширен печеньем, тортами и конфетами, деятельность была расширена в США. В 1935 году Гарфилд Уэстон в Великобритании основал другую хлебопекарскую компанию Allied Bakeries, позже она выросла в крупную продовольственную группу Associated British Foods.
В 1953 году George Weston купила контрольный пакет акций компании Loblaw Groceterias, владевшей сетью бакалейных магазинов. В следующие 10 лет были куплены ещё несколько сетей магазинов и супермаркетов в Канаде и на Среднем Западе США. В 1974 году компанию возглавил Гален Уэстон, сын Гарфилда. В 1990-х годах была продана часть предприятий по переработке продуктов питания, а также сети магазинов в США, зато были расширены торговые сети в Канаде, к концу десятилетия George Weston на рынке розничной торговли Канады занимала первое место с долей 40 %.
В 2008 году за $2,5 млрд было подано большинство хлебопекарских операций в США. В 2022 году компания полностью вышла из пекарского бизнеса.

## Деятельность
Деятельность компании включает два направления:
- Розничная торговля — дочерняя компания Loblaw Companies управляет сетями супермаркетов, магазинов и аптек в Канаде, а также предоставляет финансовые услуги;
- Недвижимость — дочерняя компания Choice Properties Real Estate Investment Trust управляет портфолио недвижимости в Канаде (торговой, офисной, промышленной и жилой).